# Präsidentschaftswahl in Frankreich 2022
Die Präsidentschaftswahl in Frankreich 2022 (französisch Élection présidentielle française de 2022) war die zwölfte Wahl des Staatspräsidenten der Fünften Französischen Republik. Die Präsidentschaftswahl fand während der französischen EU-Ratspräsidentschaft 2022 statt, die in das erste Halbjahr 2022 fiel.
Der erste Wahlgang wurde nach Ablauf der laufenden fünfjährigen Amtszeit (Quinquennat) am 10. April 2022 abgehalten.
Weil keiner der Kandidaten im ersten Wahlgang die absolute Mehrheit der Stimmen erhielt, folgte am 24. April 2022 eine Stichwahl zwischen den beiden Erstplatzierten, dem amtierenden liberalen Präsidenten Emmanuel Macron und der rechtspopulistischen Marine Le Pen.
Macron konnte die Wahl trotz Verlusten im Vergleich zur Stichwahl 2017 deutlich gewinnen. Somit wurde erstmals seit 20 Jahren (damals Jacques Chirac) ein amtierender Präsident wiedergewählt. Die unterlegene Le Pen erzielte das beste Ergebnis eines Kandidaten der Rassemblement National (früher Front National) bei Präsidentschaftswahlen.

## Verfahren

### Wahlverfahren
Der französische Staatspräsident wird direkt vom stimmberechtigten Volk gewählt. Im ersten Wahlgang ist ein Kandidat gewählt, wenn er die absolute Mehrheit der abgegebenen Stimmen erhält. Erreicht dies kein Kandidat – was bisher bei allen Präsidentschaftswahlen seit 1965 der Fall war –, findet ein zweiter Wahlgang, eine Stichwahl zwischen den beiden Bewerbern, die im ersten Wahlgang die meisten Stimmen erhalten haben, statt. Derjenige Kandidat, der im zweiten Wahlgang mehr Stimmen erhält, ist gewählt.
Gemäß Artikel 7 der Verfassung der Fünften Französischen Republik ist die Wahl 20 bis 35 Tage vor Übergabe der Amtsgeschäfte durchzuführen. Da Staatspräsident Emmanuel Macron nach der gewonnenen Stichwahl vom 7. Mai 2017 als Nachfolger von François Hollande zum 14. Mai 2017 die Amtsgeschäfte übertragen wurden, hätte der nächste Staatspräsident spätestens am 13. Mai 2022 die Nachfolge anzutreten. Folgerichtig fand der erste Wahlgang am 10. April statt, der zweite Wahlgang zwei Wochen später. Traditionell findet die Präsidentschaftswahl an einem Sonntag statt.

### Wahlberechtigung
Wahlberechtigt ist jeder französische Staatsbürger, der am Wahltag das 18. Lebensjahr vollendet hat und in die Wahllisten eingetragen ist.

### Voraussetzungen der Wählbarkeit
Wählbar ist jeder Wahlberechtigte, der 500 Unterstützerunterschriften gewählter Mandatsträger (überwiegend Parlamentarier auf Europa-, Staats-, Regions- und Départementsebene sowie Bürgermeister und gewählte Vorsitzende höherer Gebietskörperschaften) aus mindestens 30 Départements nachweisen konnte, wobei nicht mehr als zehn Prozent der Unterstützungsunterschriften aus einem Département stammen dürfen. Nach Prüfung und Bestätigung der Unterlagen durch den Verfassungsrat (Conseil constitutionnel) haben die Kandidaten Rechenschaft über ihre Vermögenssituation abzugeben. Artikel 6 der französischen Verfassung schreibt zudem fest, dass höchstens zwei aufeinanderfolgende Amtszeiten möglich sind.

## Vorwahlen
Bei einem parteiinternen Auswahlverfahren der Républicains setzte sich Valérie Pécresse gegen vier weitere Bewerber (den ebenfalls rechtskonservativen Éric Ciotti, den gemäßigten Michel Barnier sowie Xavier Bertrand und Philippe Juvin) durch.
Bei einem parteiinternen Auswahlverfahren von Europe Écologie-Les Verts setzte sich Yannick Jadot unter anderem gegen die Ökonomin und Feministin Sandrine Rousseau, die ehemalige Ministerin Delphine Batho, den Bürgermeister von Grenoble, Éric Piolle, und den Co-Präsidenten der Partei Cap Écologie, Jean-Marc Governatori, der ebenfalls Stadtrat von Nizza ist, durch.
Bei einem parteiinternen Auswahlverfahren des Parti socialiste setzte sich Anne Hidalgo, die Bürgermeisterin von Paris, gegen Stéphane Le Foll durch.
Mit der Absicht, Wählerstimmen aus dem linken politischen Lager auf einen gemeinsamen Kandidaten zu konzentrieren, ließen politische Aktivisten in einer unverbindlichen Wahl (Primaire populaire) über linksorientierte Politiker mehrerer Parteien abstimmen. Von den zur Wahl Gestellten lehnten es Anne Hidalgo, Yannick Jadot und Jean-Luc Mélenchon jedoch ab, ihre Kandidatur von dem Ergebnis abhängig zu machen. Die ehemalige Justizministerin Christiane Taubira gewann die Wahl. Taubira konnte aus dem Votum keinen Vorteil ziehen; es gelang ihr nicht, die notwendigen Unterschriften von 500 Mandatsträgern zu erhalten, um kandidieren zu dürfen (siehe oben). Dies wird vor allem darauf zurückgeführt, dass Taubira kein klar formuliertes Programm vorlegte. Die Organisatoren der Primaire populaire riefen schließlich zur Wahl von Mélenchon auf, obwohl er in der Abstimmung nur den dritten Rang hinter Yannick Jadot belegte, und begründeten ihre Entscheidung damit, dass er gemäß den Umfragewerten die besten Aussichten habe, in den zweiten Wahlgang zu kommen.

## Kandidaten
Am 7. März 2022 veröffentlichte der Verfassungsrat die Namen der zwölf an den Wahlen teilnehmenden Kandidaten (hier sortiert nach Ergebnis im ersten Wahlgang):

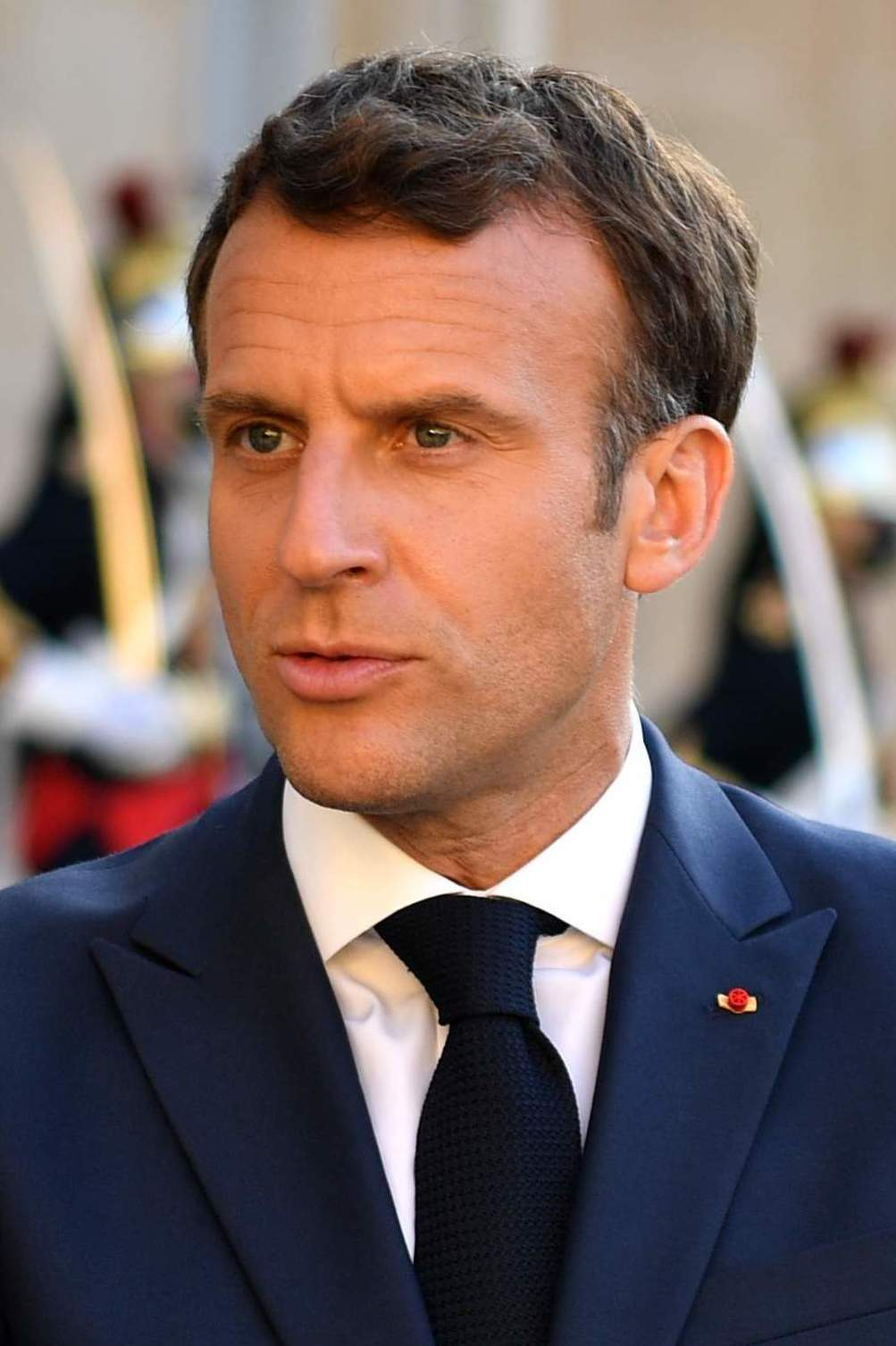
Emmanuel Macron, La République en Marche (liberal, progressiv, pro-europäisch)
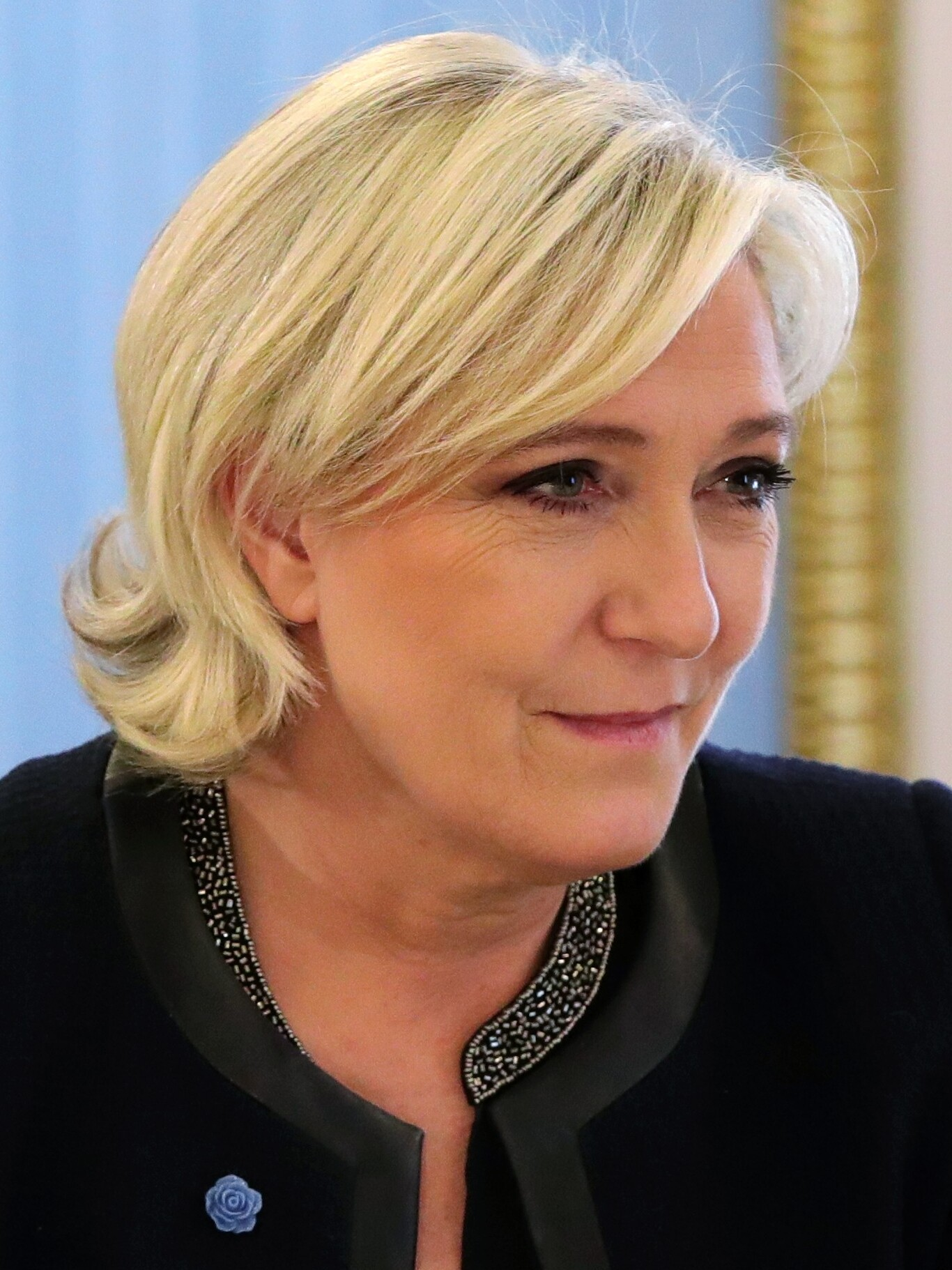
Marine Le Pen, Rassemblement National (rechtspopulistisch/rechtsextrem, anti-europäisch)
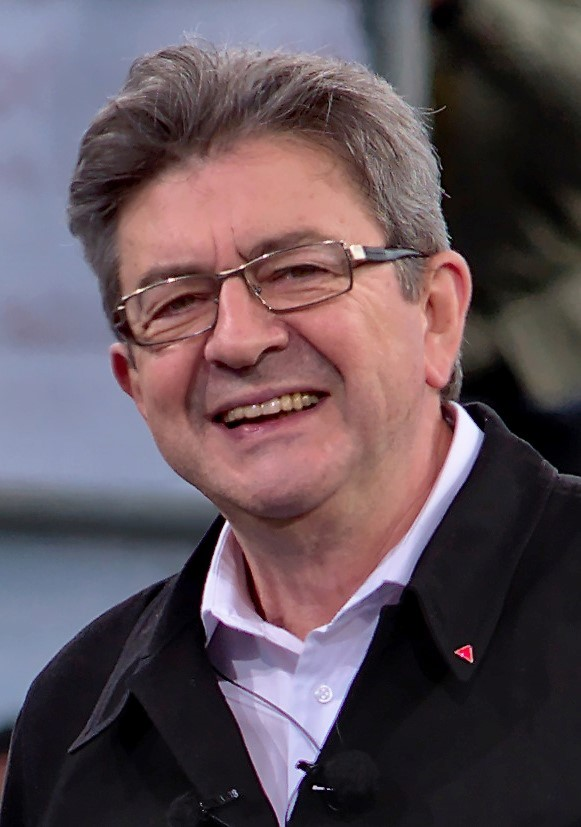
Jean-Luc Mélenchon, La France insoumise (linkspopulistisch, ökosozialistisch, anti-europäisch)
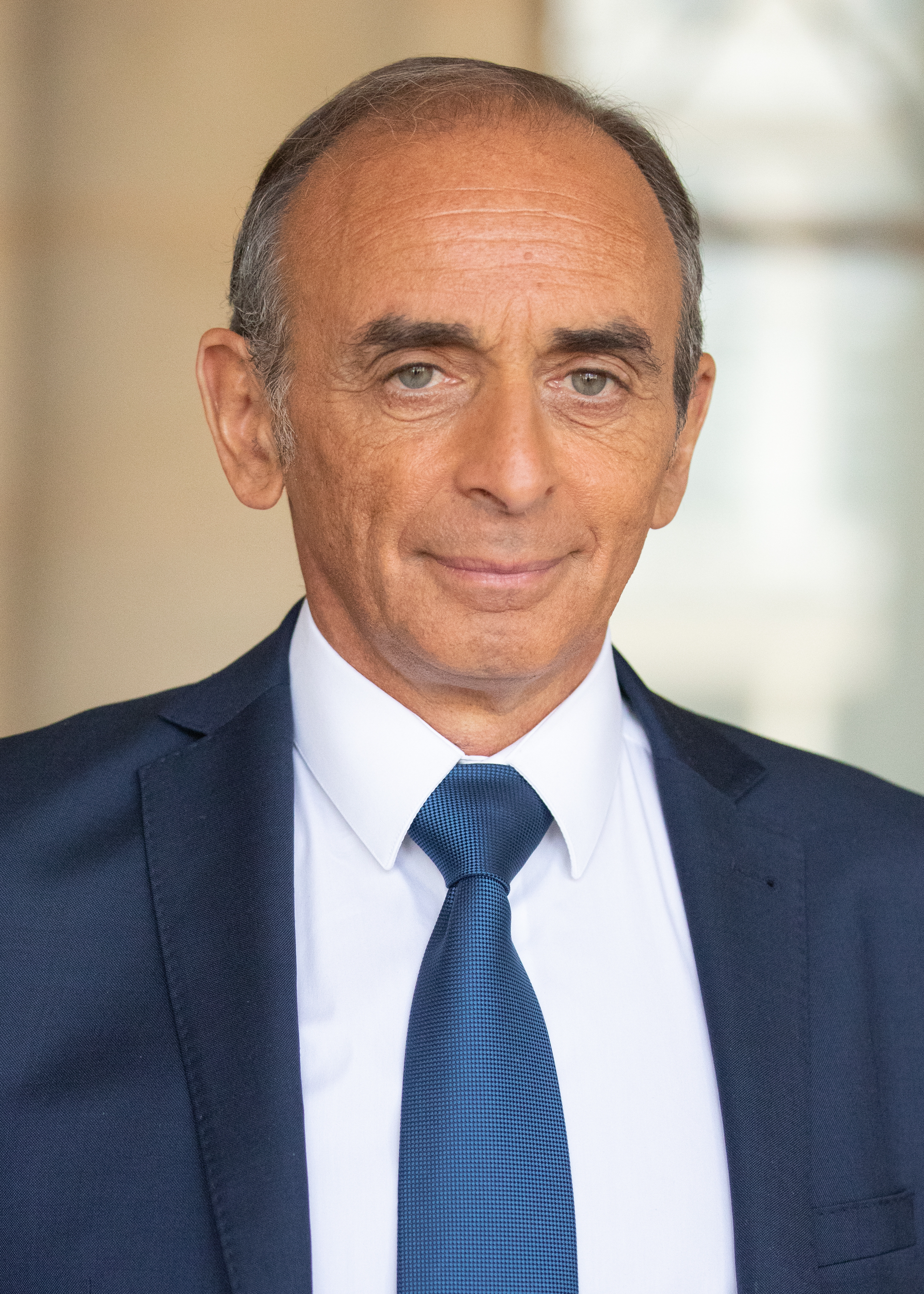
Éric Zemmour, Reconquête (rechtsextrem)
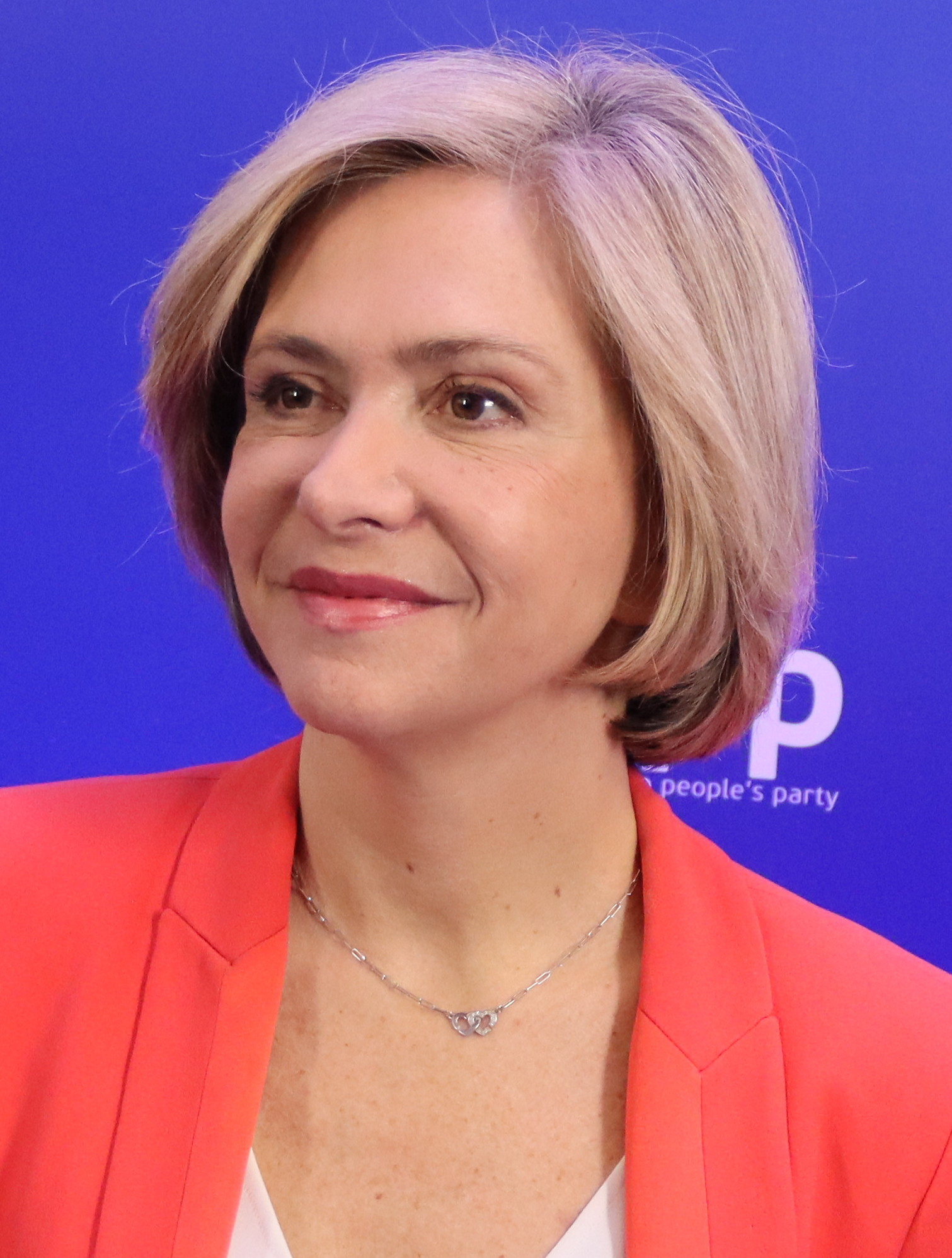
Valérie Pécresse, Les Républicains (konservativ)
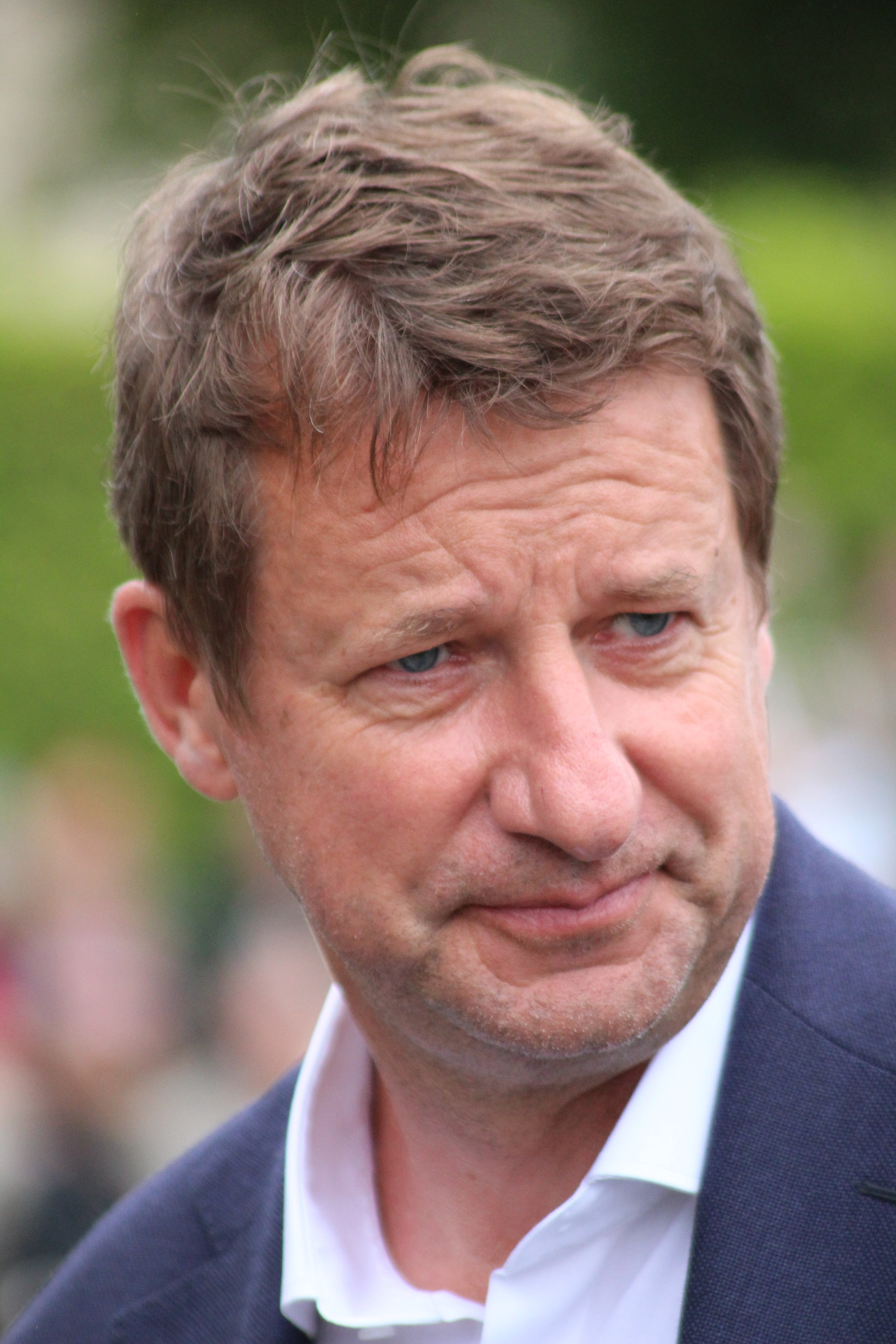
Yannick Jadot, Europe Écologie - Les Verts (grün)
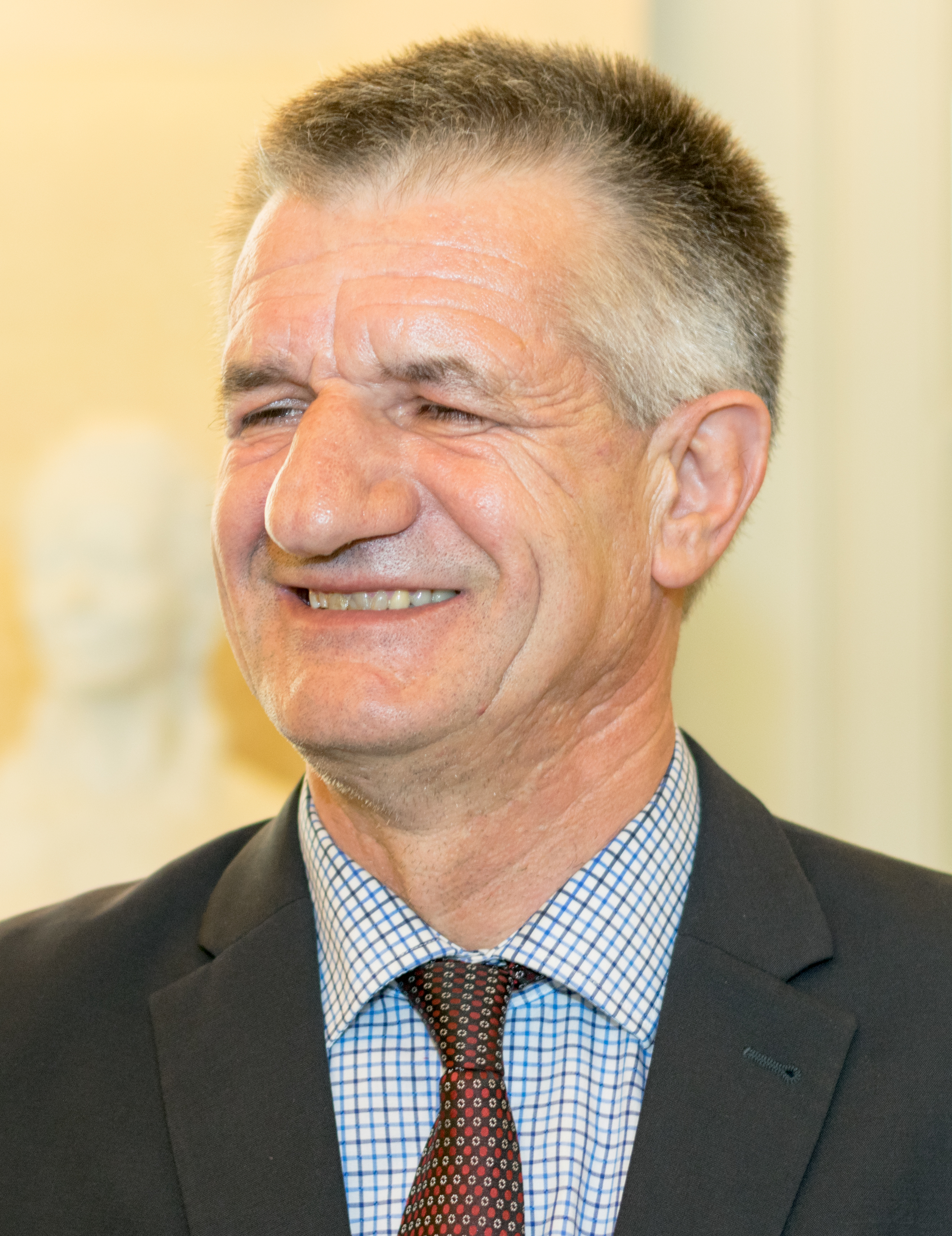
Jean Lassalle, Résistons ! (agraristisch)
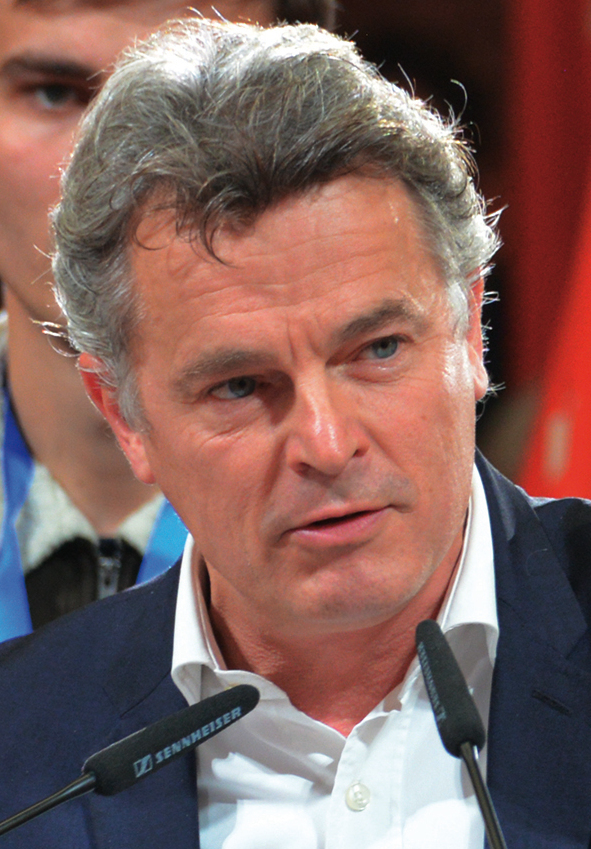
Fabien Roussel, Parti communiste français (kommunistisch)
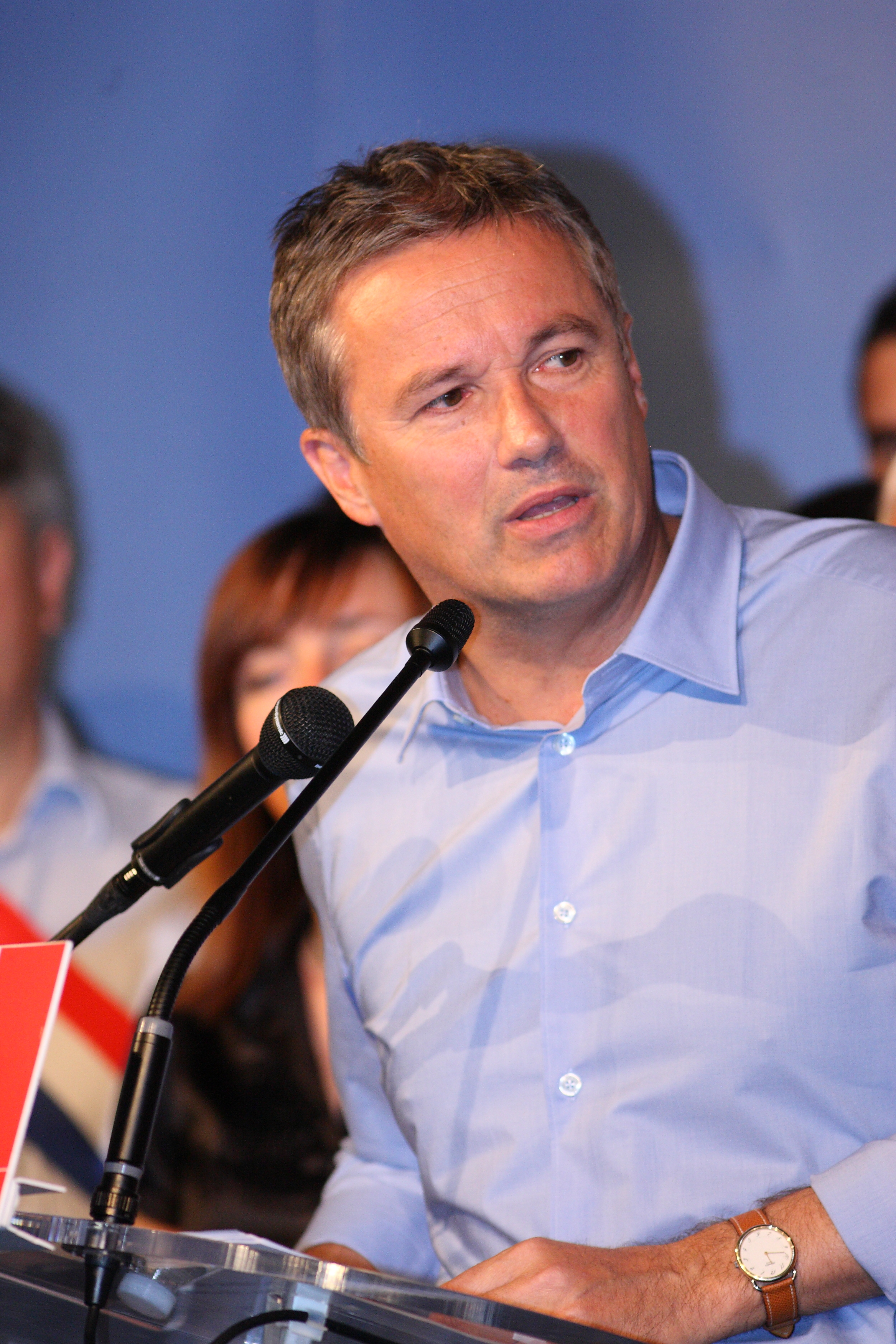
Nicolas Dupont-Aignan, Debout la France (national-konservativ)
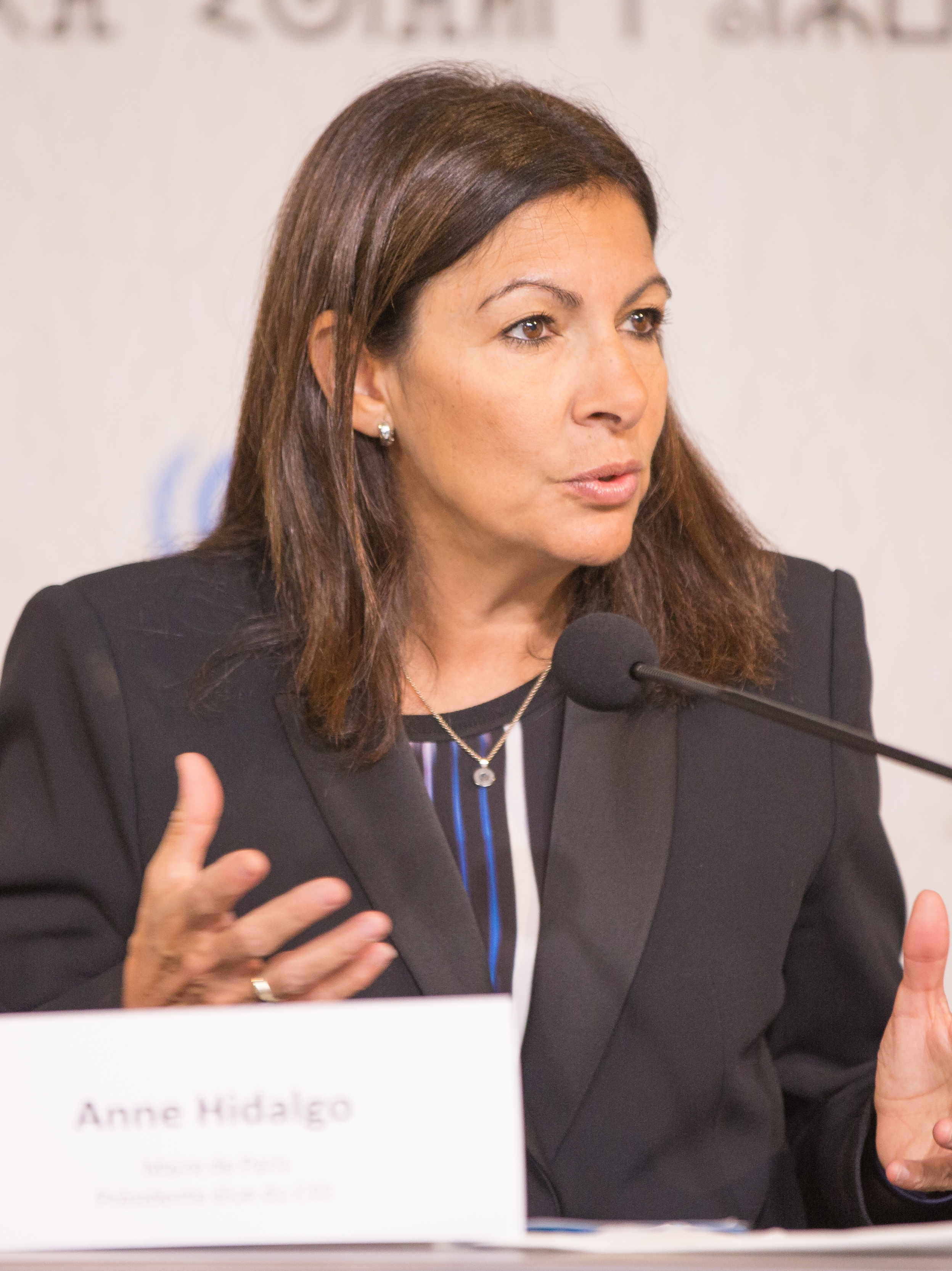
Anne Hidalgo, Parti socialiste, (sozialdemokratisch)
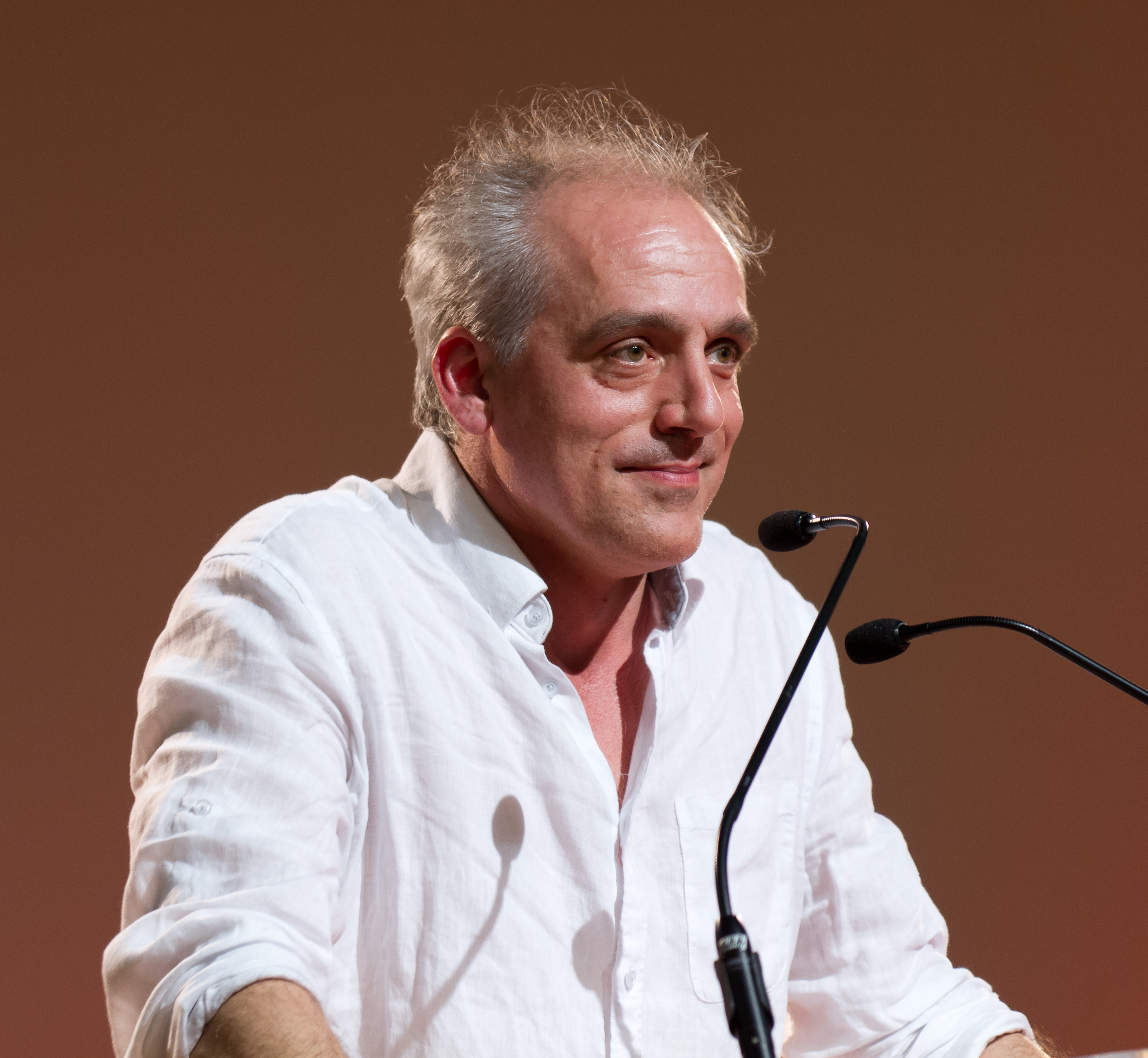
Philippe Poutou, Nouveau Parti anticapitaliste (sozialistisch/anti-kapitalistisch)
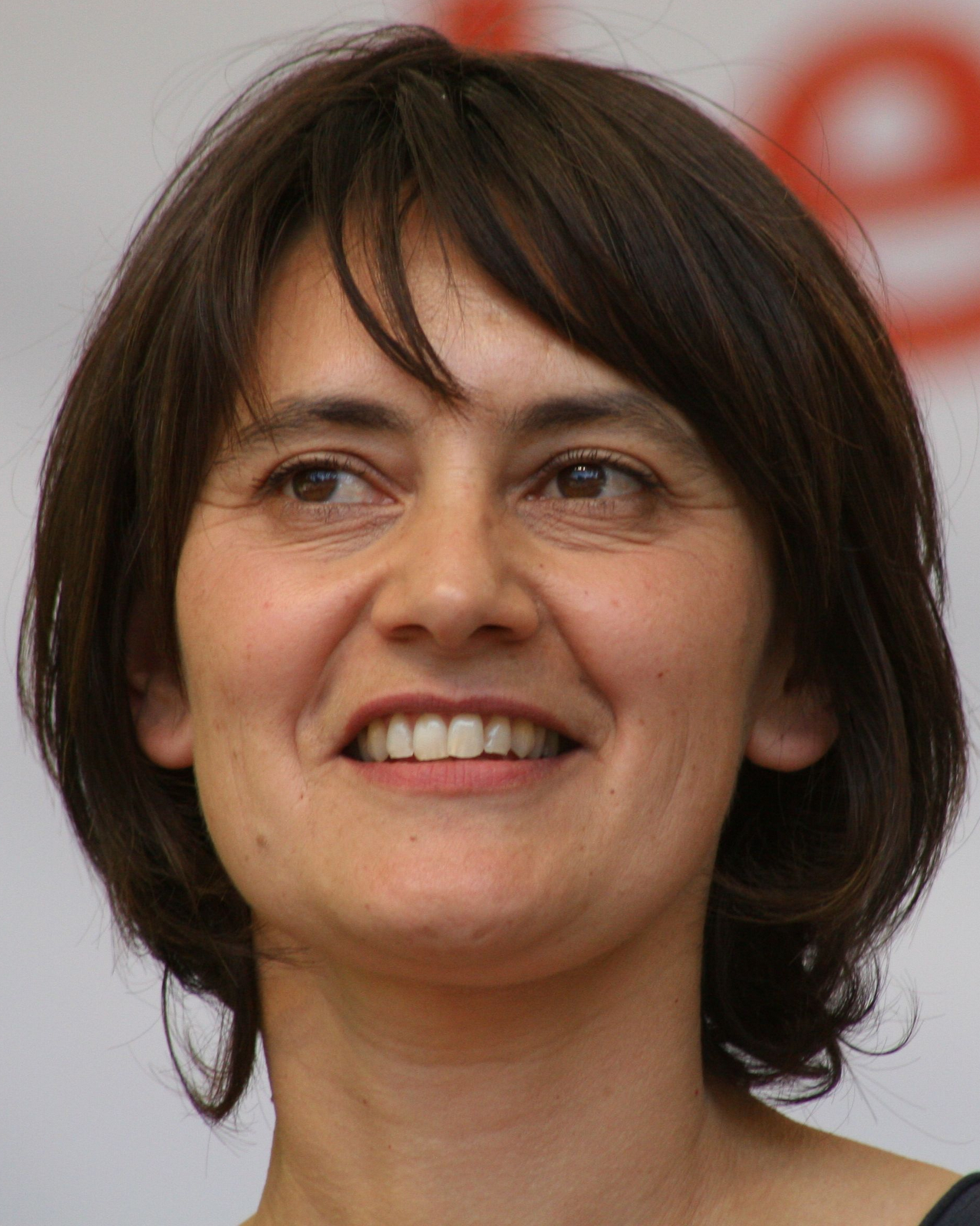
Nathalie Arthaud, Lutte Ouvrière (trotzkistisch)

Von den zwölf Kandidaten waren sieben bereits bei der Präsidentschaftswahl in Frankreich 2017 angetreten, nämlich Macron, Le Pen, Mélenchon, Lassalle, Dupont-Aignan, Poutou und Arthaud.

## Wahlkampf

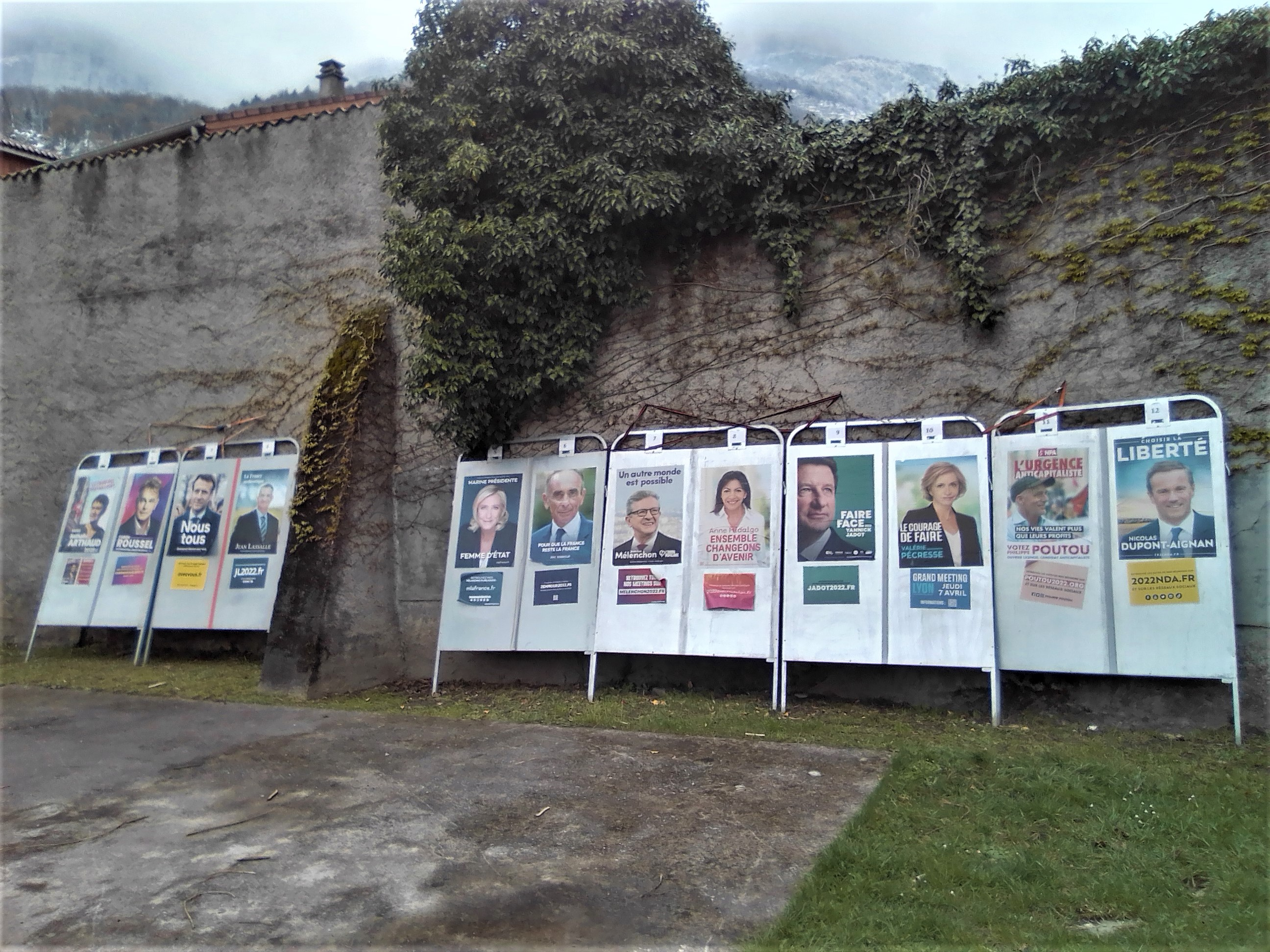
Wahlplakate

Im Vergleich zur Präsidentschaftswahl 2017 war eine deutlich vielfältigere Themenlage zu beobachten. Während fünf Jahre zuvor der Wahlkampf von den Themen Terrorismus, Islam und Einwanderung dominiert war, spielten diese Themen diesmal nur beiläufig eine Rolle. Am deutlichsten wurde dies in der Fernsehdebatte vor der zweiten Runde zwischen Emmanuel Macron und Marine Le Pen sichtbar, wo die Themen erst nach knapp drei Stunden am Ende der Debatte nur angerissen wurden, während sie fünf Jahre zuvor die Hälfte der Debatte eingenommen hatten. Stattdessen war der Wahlkampf geprägt von Themen, die direkt oder indirekt mit der COVID-19-Pandemie sowie dem russischen Angriffskrieg gegen die Ukraine zusammenhingen, vor allem der Kaufkraft, dem Gesundheitssystem in Frankreich und allgemein Frankreichs Rolle in Europa und der Welt.
Jean-Luc Mélenchon, Marine Le Pen und Éric Zemmour wurde ihre frühere unkritische Haltung gegenüber dem russischen Präsidenten Wladimir Putin vorgeworfen.
Mélenchon räumte ein, dass er sich in Putin geirrt habe.
Ein Video mit Zemmour in den sozialen Medien, in dem er sich lobend zu Putin äußerte, wurde in sozialen Medien vielfach geteilt.
Auch kursieren dort Fotos von einem Treffen zwischen Marine Le Pen und Putin. Ihr wurde Nähe zu Putin vorgeworfen, zudem hatte ihre Partei einen Kredit bei einer russisch-tschechischen Bank aufgenommen, weil, so hieß es aus der Partei, keine französische Bank ihr Geld leihen wollte. Die Investigativredaktion Mediapart hatte zuvor aufgedeckt, dass russische Regierungsbeamte per SMS darüber kommunizierten, wie Le Pen für ihre Treue zu Russland nach der Annexion der Krim im März 2014 belohnt werden könne.
Nachdem Le Pen früher intensive Kontakte zu Putin gepflegt hatte, bemühte sie sich nach Ausbruch des Ukraine-Krieges um Distanz zu ihm.
Ein Hauptthema Le Pens waren ihre klassischen Themen, Einwanderung und Bewahrung der französischen Identität. Sie versprach ein Referendum über die Einführung strengerer Einwanderungskontrollen. Wohnungen und andere Sozialleistungen sollten vorrangig an französische Staatsbürger vergeben werden. Zur Erhöhung der öffentlichen Sicherheit versprach sie den Ausbau der Haftanstalten (25.000 neue Gefängnisplätze) und zusätzliches Personal für die Polizei. Ihre frühere strikt ablehnende Haltung gegenüber dem Kopftuch muslimischer Frauen an öffentlichen Orten milderte sie ab und erklärte, dass die Frage in der Nationalversammlung diskutiert werden solle. Wirtschaftspolitisch sprach sie sich für eine Kaufkraftstärkung aus und befürwortete eine Senkung der Mehrwertsteuer unter anderem auf Mineralölprodukte und Elektrizität von 20 auf 5,5 Prozent sowie eine Rentenerhöhung. Im Vergleich zur Präsidentschaftswahl 2017 gab sich Le Pen deutlich moderater und verzichtete auf einige extreme Forderungen (Austritt aus dem Euro, Renteneintritt im Alter von 60 Jahren). Einige politische Kommentatoren bezeichneten ihr Programm als nicht verfassungskonform und nicht konform mit EU-Regeln, insbesondere was die Kürzung von Transferleistungen für Nicht-Franzosen und die Senkung von Steuern für unter 30-Jährige anging.
Hinsichtlich der Todesstrafe, die in Frankreich 1981 abgeschafft wurde, akzeptierte sie, dass eine Wiedereinführung per Referendum, wie von ihr früher gefordert, nicht mit der französischen Verfassung in Einklang zu bringen sei, und forderte stattdessen die verstärkte Verhängung von lebenslangen Freiheitsstrafen ohne Möglichkeit der vorzeitigen Entlassung.
Macron versuchte, sich im Wahlkampf als erfahrener Staatsmann und Garant für Stabilität in Zeiten der internationalen Krisen zu präsentieren. Seine politischen Positionen bezeichnete er als „weder links noch rechts“. Der politischen Linken versuchte er mit Versprechen zur Anhebung des Mindestrentenniveaus entgegenzukommen. Er versprach außerdem mehr Personal im Gesundheitswesen, verstärkte Anstrengungen zur Durchsetzung der Gleichstellung der Geschlechter und die verstärkte Bekämpfung von Mobbing an Schulen. Andere wirtschaftspolitische Ziele Macrons richteten sich eher an konservative Wähler: Unternehmenssteuern sollten gesenkt werden, mehr Polizisten und Richter sollten zur Erhöhung der öffentlichen Sicherheit eingestellt werden. Um der Verschuldung der Rentenkassen zu begegnen, kündigte Macron eine Anhebung des Renteneintrittsalters, das derzeit in Frankreich bei 62 Jahren liegt, auf 65 Jahre an. Dieser Programmpunkt erwies sich jedoch als unpopulär, und insbesondere der linke Mitbewerber um das Präsidentenamt, Mélenchon, der ein Festhalten am bisherigen Renteneintrittsalter versprach, erhielt diesbezüglich Zuspruch. Macron modifizierte daraufhin seine Forderung, erklärte, dass sie kein Dogma sei, und versprach weitere Verhandlungen, bevor entschieden werde, sodass das von ihm anvisierte Renteneintrittsalter im Jahr 2027 perspektivisch eher bei 64 Jahren liege. Vor allem an die jüngere Wählerschaft gerichtet waren Versprechen Macrons, der Ökologie größere Aufmerksamkeit zu widmen; das Tempo der Reduktion der Treibhausgasemissionen solle verdoppelt werden.
Macron forderte seit seinem Amtsantritt wiederholt, dass Europa ökonomisch autonomer werden und in die Lage versetzt werden müsse, sich zu verteidigen.
Am 3. März, einen Tag vor Ablauf der Bewerbungsfrist und etwa eine Woche nach Beginn des Russland-Ukraine-Kriegs, kündigte Macron seine Kandidatur für eine zweite Amtszeit an.
Drei Tage vor dem zweiten Wahlgang sprachen sich die Regierungschefs von Deutschland (Scholz), Spanien (Sánchez) und Portugal (Costa) in einem Gastbeitrag in Le Monde indirekt gegen Le Pen und für Macron aus.

## Erster Wahlgang

Logo der Präsidentschaftswahl in Frankreich 2022

Der erste Wahlgang fand am 10. April 2022 statt.

### Umfragen
In Frankreich werden zur Präsidentschaftswahl von mehreren Meinungsforschungsinstituten, die teilweise zu den traditionsreichsten in Europa gehören, repräsentative Umfrageergebnisse erhoben. Ein Veröffentlichungsverbot gilt ab dem Vortag des jeweiligen Wahlganges. Für den ersten Wahlgang werden demnach die letzten Umfragen am 8. und für den zweiten Wahlgang am 22. April 2022 veröffentlicht.
Eine Cevipof-Umfrage ergab im Februar 2022, dass viele Befragte mit einer hohen Lebenszufriedenheit und gesicherten finanziellen Verhältnissen für Macron stimmen wollen, während die Befragten, auf die die zwei Attribute (Lebenszufriedenheit und Wohlstand) nicht zutrafen, im Durchschnitt angaben, für Le Pen oder Éric Zemmour zu stimmen.

#### Letzte Umfragen vor Wahlgang
Dargestellt ist die jeweils letzte Umfrage eines Meinungsforschungsinstituts vor dem ersten Wahlgang.
| Umfrage    | Umfrage            | Emmanuel Macron | Marine Le Pen | Jean-Luc Mélenchon | Yannick Jadot | Valérie Pécresse | Éric Zemmour | sonstige Linke | andere |     |     |
| Datum      | Institut           | Emmanuel Macron | Marine Le Pen | Jean-Luc Mélenchon | Yannick Jadot | Valérie Pécresse | Éric Zemmour | sonstige Linke | andere |     |     |
| ---------- | ------------------ | --------------- | ------------- | ------------------ | ------------- | ---------------- | ------------ | -------------- | ------ | --- | --- |
| Datum      | Institut           | 08.04.2022      | OpinionWay    | 26 %               | 22 %          | 17 %             | 5 %          | 9 %            | 9 %    | 7 % | 5 % |
| 08.04.2022 | Ipsos              | 26,5 %          | 22,5 %        | 17,5 %             | 5 %           | 8,5 %            | 9 %          | 6,5 %          | 4,5 %  |     |     |
| 08.04.2022 | Ifop               | 26 %            | 24 %          | 17,5 %             | 5 %           | 8,5 %            | 9 %          | 6,5 %          | 3,5 %  |     |     |
| 08.04.2022 | Harris Interactive | 27 %            | 24 %          | 18 %               | 4,5 %         | 8 %              | 8,5 %        | 6 %            | 4 %    |     |     |
| 08.04.2022 | Elabe              | 26 %            | 25 %          | 17,5 %             | 4 %           | 8 %              | 8,5 %        | 6 %            | 5 %    |     |     |
| 07.04.2022 | BVA                | 26 %            | 23 %          | 17,5 %             | 4,5 %         | 8,5 %            | 9,5 %        | 6,5 %          | 4,5 %  |     |     |
| 07.04.2022 | YouGov             | 26 %            | 23 %          | 16 %               | 5 %           | 6 %              | 13 %         | 5 %            | 6 %    |     |     |
| 06.04.2022 | Odoxa              | 28 %            | 24 %          | 16 %               | 5 %           | 7 %              | 8 %          | 7 %            | 5 %    |     |     |
| 05.04.2022 | Kantar             | 25 %            | 23 %          | 16 %               | 5 %           | 8 %              | 11 %         | 7 %            | 5 %    |     |     |

#### Verlauf

Verlauf der Umfragewerte bis zum ersten Wahlgang 2022

Verlauf der Umfragewerte zum zweiten Wahlgang 2022

### Ergebnisse

#### Gesamtergebnis
| Kandidat                                                          | Kandidat                         | Stimmen    | in %   | +/− zu 2017 |  |
| ----------------------------------------------------------------- | -------------------------------- | ---------- | ------ | ----------- |  |
|                                                                   | Emmanuel Macron                  | 9.785.578  | 27,84  | ▲3,83       |  |
|                                                                   | Marine Le Pen                    | 8.136.369  | 23,15  | ▲1,85       |  |
|                                                                   | Jean-Luc Mélenchon               | 7.714.949  | 21,95  | ▲2,37       |  |
|                                                                   | Éric Zemmour                     | 2.485.935  | 7,07   | neu         |  |
|                                                                   | Valérie Pécresse                 | 1.679.470  | 4,78   | neu         |  |
|                                                                   | Yannick Jadot                    | 1.628.337  | 4,63   | neu         |  |
|                                                                   | Jean Lassalle                    | 1.101.690  | 3,13   | ▲1,92       |  |
|                                                                   | Fabien Roussel                   | 802.615    | 2,28   | neu         |  |
|                                                                   | Nicolas Dupont-Aignan            | 725.356    | 2,06   | ▼2,64       |  |
|                                                                   | Anne Hidalgo                     | 616.651    | 1,75   | neu         |  |
|                                                                   | Philippe Poutou                  | 268.984    | 0,77   | ▼0,32       |  |
|                                                                   | Nathalie Arthaud                 | 197.184    | 0,56   | ▼0,08       |  |
|                                                                   |                                  |            |        |             |  |
| Wahlberechtigte                                                   | Wahlberechtigte                  | 48.747.914 | 100,00 | —           |  |
| Wähler                                                            | Wähler                           | 35.923.779 | 73,69  | ▼4,08       |  |
| Nichtwähler                                                       | Nichtwähler                      | 12.824.135 | 26,31  | ▲4,08       |  |
|                                                                   |                                  |            |        |             |  |
| Wähler                                                            | Wähler                           | 35.923.779 | 100,00 | —           |  |
| Gültige Stimmen                                                   | Gültige Stimmen                  | 35.143.118 | 97,83  | ▲0,40       |  |
| Leere oder ungültige Stimmzettel                                  | Leere oder ungültige Stimmzettel | 780.661    | 2,17   | ▼0,40       |  |
| Quelle: Französisches Innenministerium (Ministère de l’intérieur) |                                  |            |        |             |  |

#### Ergebnisse nach Region

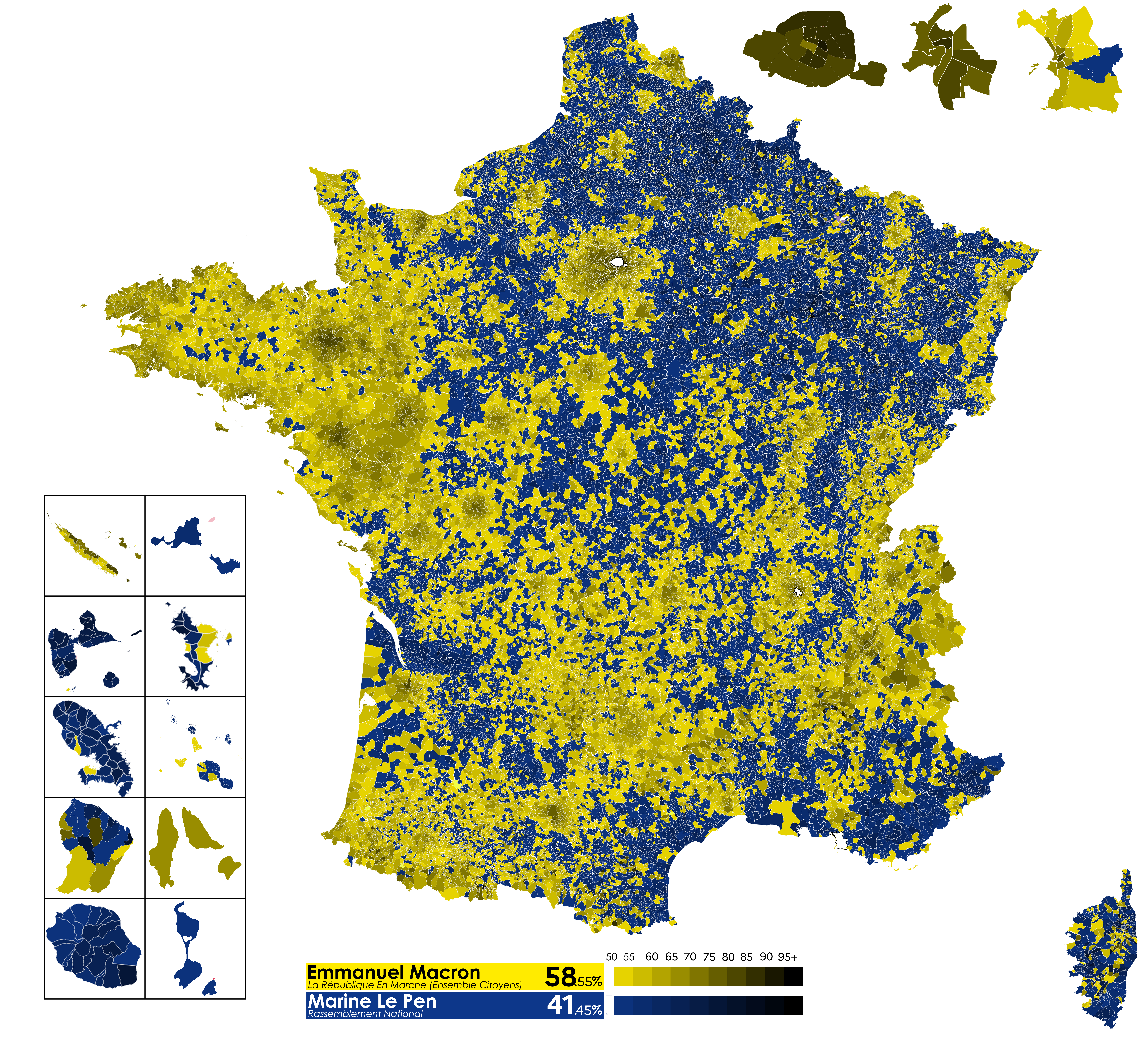
Stimmenstärkste Kandidaten nach Gemeinden beim zweiten Wahlgang

| Region                     | Wahl- berechtigte | Wahl- beteiligung | Macron  | Le Pen  | Mélenchon | Zemmour | Pécresse | Jadot  | Lassalle | andere |
| -------------------------- | ----------------- | ----------------- | ------- | ------- | --------- | ------- | -------- | ------ | -------- | ------ |
| Auvergne-Rhône-Alpes       | 5.557.395         | 77,89 %           | 27,75 % | 22,28 % | 21,20 %   | 07,39 % | 5,15 %   | 5,31 % | 3,22 %   | 7,70 % |
| Bourgogne-Franche-Comté    | 1.992.385         | 77,08 %           | 26,32 % | 27,35 % | 18,56 %   | 07,15 % | 5,12 %   | 4,02 % | 3,31 %   | 8,17 % |
| Bretagne                   | 2.562.082         | 78,79 %           | 32,79 % | 19,53 % | 20,65 %   | 04,91 % | 4,70 %   | 6,19 % | 2,97 %   | 8,26 % |
| Centre-Val de Loire        | 1.837.324         | 74,99 %           | 28,53 % | 25,86 % | 18,68 %   | 06,58 % | 5,33 %   | 4,04 % | 2,87 %   | 8,11 % |
| Französisch-Guayana        | 0.102.993         | 36,16 %           | 14,22 % | 17,66 % | 50,59 %   | 04,39 % | 2,78 %   | 2,62 % | 1,44 %   | 6,30 % |
| Grand Est                  | 3.862.871         | 73,90 %           | 27,28 % | 29,54 % | 17,63 %   | 07,17 % | 4,33 %   | 4,01 % | 2,77 %   | 7,27 % |
| Guadeloupe                 | 0.316.023         | 44,75 %           | 13,43 % | 17,92 % | 56,16 %   | 02,29 % | 2,95 %   | 1,43 % | 0,76 %   | 5,06 % |
| Hauts-de-France            | 4.255.271         | 73,02 %           | 25,39 % | 33,36 % | 18,98 %   | 05,90 % | 3,53 %   | 3,12 % | 2,05 %   | 7,67 % |
| Île-de-France              | 7.349.242         | 76,04 %           | 30,19 % | 12,97 % | 30,24 %   | 07,46 % | 6,19 %   | 5,40 % | 1,59 %   | 5,94 % |
| Korsika                    | 0.242.873         | 62,75 %           | 18,11 % | 28,58 % | 13,37 %   | 12,80 % | 6,33 %   | 3,25 % | 10,42 %  | 7,14 % |
| Martinique                 | 0.304.594         | 42,68 %           | 16,30 % | 13,42 % | 53,10 %   | 02,56 % | 3,85 %   | 1,61 % | 0,95 %   | 8,21 % |
| Mayotte                    | 0.092.187         | 40,31 %           | 16,94 % | 42,67 % | 23,96 %   | 01,38 % | 8,02 %   | 0,84 % | 1,02 %   | 5,17 % |
| Normandie                  | 2.413.781         | 75,52 %           | 29,26 % | 27,14 % | 18,82 %   | 05,58 % | 4,47 %   | 4,11 % | 2,55 %   | 8,07 % |
| Nouvelle-Aquitaine         | 4.463.035         | 78,43 %           | 27,63 % | 22,80 % | 19,92 %   | 06,15 % | 4,60 %   | 4,44 % | 5,90 %   | 8,56 % |
| Okzitanien                 | 4.323.865         | 78,25 %           | 23,48 % | 24,62 % | 22,42 %   | 07,86 % | 3,90 %   | 4,20 % | 5,59 %   | 7,93 % |
| Pays de la Loire           | 2.831.884         | 76,99 %           | 33,28 % | 20,78 % | 19,21 %   | 05,38 % | 5,02 %   | 6,01 % | 2,57 %   | 7,75 % |
| Provence-Alpes-Côte d’Azur | 3.663.891         | 73,81 %           | 23,34 % | 27,59 % | 19,77 %   | 11,71 % | 4,38 %   | 4,06 % | 2,74 %   | 6,41 % |
| Réunion                    | 0.675.535         | 53,64 %           | 18,04 % | 24,73 % | 40,26 %   | 03,77 % | 2,81 %   | 2,31 % | 1,40 %   | 6,68 % |

Stimmenstärkste Kandidaten nach Gemeinden beim ersten Wahlgang

Das Abschneiden Emmanuel Macrons und Marine Le Pens als die beiden Erstplatzierten war aufgrund der letzten Umfragen vor dem ersten Wahlgang erwartet worden. Bemerkenswert ist das überraschende Aufrücken Jean-Luc Mélenchons (Abstand zu Le Pen: rund 1 %). In zahlreichen Départements unterscheiden sich die Ergebnisse einzelner Wahlkreise deutlich voneinander, sodass z. B. in den Wahlkreisen im Hinterland der Küstenregion am Mittelmeer, die als Hochburg Le Pens gilt (auf der Karte blau), die Erfolge Mélenchons beträchtlich sind und die meisten der von ihm gewonnenen Wahlkreise liegen.

## Zweiter Wahlgang
Der zweite Wahlgang (Stichwahl) wurde für den 24. April 2022 angesetzt. Eine Stichwahl ist bei französischen Wahlen erforderlich, wenn kein Kandidat im ersten Wahlgang die absolute Mehrheit aller abgegebenen Stimmen auf sich vereint hat. In der Stichwahl im Zuge einer französischen Präsidentenwahl treten die beiden erstplatzierten Kandidaten des ersten Wahlgangs erneut gegeneinander an. Somit kommt es 2022 zu einer Stichwahl zwischen Macron und Le Pen, die bereits 2017 im zweiten Wahlgang gegeneinander antreten mussten, den Macron mit 66,1 % der Stimmen gegen Le Pen (33,9 %) gewann.

### Empfehlungen ausgeschiedener Kandidaten
Die zehn Präsidentschaftskandidaten, die 2022 nach dem ersten Wahlgang ausgeschieden sind, erhielten in diesem insgesamt rund 48,5 Prozent der abgegebenen Stimmen. Traditionell sprechen sich die meisten ausgeschiedenen Kandidaten für einen der beiden zur Stichwahl Antretenden aus und empfehlen ihren Wählern, für diesen zu stimmen. Das Verhalten der Bürger im zweiten Wahlgang wird von der Empfehlung nur teilweise beeinflusst.
| Kandidat | Kandidat              | Prozent in erster Runde | Wahlempfehlung für zweite Runde |
| -------- | --------------------- | ----------------------- | ------------------------------- |
|          | Jean-Luc Mélenchon    | 22,0 %                  | Macron oder Enthaltung          |
|          | Éric Zemmour          | 7,1 %                   | Le Pen                          |
|          | Valérie Pécresse      | 4,8 %                   | Macron                          |
|          | Yannick Jadot         | 4,6 %                   | Macron                          |
|          | Jean Lassalle         | 3,1 %                   | keine Empfehlung                |
|          | Fabien Roussel        | 2,3 %                   | Macron oder ungültig            |
|          | Nicolas Dupont-Aignan | 2,1 %                   | Le Pen                          |
|          | Anne Hidalgo          | 1,8 %                   | Macron                          |
|          | Philippe Poutou       | 0,8 %                   | Macron oder ungültig            |
|          | Nathalie Arthaud      | 0,6 %                   | ungültig                        |

### Umfragen

#### Letzte Umfragen vor Wahlgang
- Dargestellt ist die jeweils letzte Umfrage eines Meinungsforschungsinstituts vor dem zweiten Wahlgang.

| Datum      | Institut           | Emmanuel Macron | Marine Le Pen | ältere Umfragen                                            |      |      |                                                            |
| ---------- | ------------------ | --------------- | ------------- | ---------------------------------------------------------- | ---- | ---- | ---------------------------------------------------------- |
| Datum      | Institut           | 22.04.2022      | Ifop          | ältere Umfragen                                            | 55 % | 45 % | 21. Apr: 55,5-44,5, 20. Apr: 55,5-44,5, 19. Apr: 55-45.0.0 |
| 22.04.2022 | Ipsos              | 57 %            | 43 %          | 21. Apr: 57,5-42,5, 20. Apr: 56,5-43,5, 19. Apr: 56,5-43,5 |      |      |                                                            |
| 22.04.2022 | OpinionWay         | 57 %            | 43 %          | 21. Apr: 56-44,.0.0 20. Apr: 56-44,.0.0 19. Apr: 56-44.0.0 |      |      |                                                            |
| 22.04.2022 | Harris Interactive | 55 %            | 45 %          | 19. Apr: 54-46,.0.0 11. Apr: 53-47,.0.0 06. Apr: 51,5-48,5 |      |      |                                                            |
| 22.04.2022 | Elabe              | 55,5 %          | 44,5 %        | 19. Apr: 54,5-45,5, 13. Apr: 53,5-46,5, 10. Apr: 52-48.0.0 |      |      |                                                            |
| 21.04.2022 | BVA                | 55,5 %          | 44,5 %        | 14. Apr: 54-46,.0.0 07. Apr: 53-47,.0.0 31. Mrz: 54,5-45,5 |      |      |                                                            |
| 21.04.2022 | Odoxa              | 53 %            | 47 %          | 15. Apr: 53-47,.0.0 10. Apr: 54,5-46,5, 06. Apr: 55-45.0.0 |      |      |                                                            |
| 21.04.2022 | YouGov             | 56 %            | 44 %          | 07. Apr: 51-49,.0.0 31. Mrz: 54-46.0.0                     |      |      |                                                            |
| 18.04.2022 | Kantar             | 55 %            | 45 %          |                                                            |      |      |                                                            |

### Ergebnisse

#### Gesamtergebnis
| Kandidat                                                          | Kandidat                         | Stimmen    | in %   | +/− zu 2017 |  |
| ----------------------------------------------------------------- | -------------------------------- | ---------- | ------ | ----------- |  |
|                                                                   | Emmanuel Macron                  | 18.779.809 | 58,54  | ▼7,56       |  |
|                                                                   | Marine Le Pen                    | 13.297.728 | 41,46  | ▲7,56       |  |
|                                                                   |                                  |            |        |             |  |
| Wahlberechtigte                                                   | Wahlberechtigte                  | 48.752.500 | 100,00 | —           |  |
| Wähler                                                            | Wähler                           | 35.096.540 | 71,99  | ▼2,07       |  |
| Nichtwähler                                                       | Nichtwähler                      | 13.655.960 | 28,01  | ▲2,07       |  |
|                                                                   |                                  |            |        |             |  |
| Wähler                                                            | Wähler                           | 35.096.540 | 100,00 | —           |  |
| Gültige Stimmen                                                   | Gültige Stimmen                  | 32.077.537 | 91,40  | ▲2,92       |  |
| Leere oder ungültige Stimmzettel                                  | Leere oder ungültige Stimmzettel | 3.019.003  | 8,60   | ▼2,92       |  |
| Quelle: Französisches Innenministerium (Ministère de l’intérieur) |                                  |            |        |             |  |

#### Ergebnisse nach Region
| Region                     | Wahl- berechtigte | Wahl- beteiligung | Macron  | Le Pen  | ungültig 1 |
| -------------------------- | ----------------- | ----------------- | ------- | ------- | ---------- |
| Auvergne-Rhône-Alpes       | 5.559.225         | 74,40 %           | 59,76 % | 40,24 % | 08,84 %    |
| Bourgogne-Franche-Comté    | 1.992.678         | 74,83 %           | 52,87 % | 47,13 % | 09,35 %    |
| Bretagne                   | 2.562.764         | 77,90 %           | 66,58 % | 33,42 % | 09,55 %    |
| Centre-Val de Loire        | 1.837.659         | 74,73 %           | 56,44 % | 43,56 % | 08,85 %    |
| Französisch-Guayana        | 0.103.058         | 38,90 %           | 39,30 % | 60,70 % | 10,68 %    |
| Grand Est                  | 3.863.947         | 73,69 %           | 52,07 % | 47,93 % | 07,42 %    |
| Guadeloupe                 | 0.315.941         | 47,18 %           | 30,40 % | 69,60 % | 11,22 %    |
| Hauts-de-France            | 4.256.410         | 73,30 %           | 47,87 % | 52,13 % | 07,31 %    |
| Île-de-France              | 7.353.134         | 70,62 %           | 73,02 % | 26,98 % | 08,79 %    |
| Korsika                    | 0.243.009         | 60,86 %           | 41,92 % | 58,08 % | 09,51 %    |
| Martinique                 | 0.304.670         | 45,45 %           | 39,13 % | 60,87 % | 13,40 %    |
| Mayotte                    | 0.092.421         | 45,49 %           | 40,90 % | 59,10 % | 08,66 %    |
| Normandie                  | 2.414.346         | 75,82 %           | 55,84 % | 44,16 % | 08,39 %    |
| Nouvelle-Aquitaine         | 4.462.864         | 75,81 %           | 58,33 % | 41,67 % | 10,41 %    |
| Okzitanien                 | 4.324.604         | 75,19 %           | 53,96 % | 46,04 % | 10,28 %    |
| Pays de la Loire           | 2.809.641         | 76,44 %           | 64,78 % | 35,22 % | 08,80 %    |
| Provence-Alpes-Côte d’Azur | 3.664.766         | 72,49 %           | 49,52 % | 50,48 % | 07,61 %    |
| Réunion                    | 0.676.058         | 59,39 %           | 40,43 % | 59,10 % | 09,28 %    |

## Reportagen
- Spiegel Online: Präsidentschaftswahl in Frankreich: Tour de Force 9. April 2022 (5:41 min)
- Spiegel Online: Videoanalyse zur Frankreich-Wahl: Wie wahrscheinlich ist ein »Betriebsunfall«? 2. April 2022 (3:11 min)